# CoolProxy
CoolProxy — проприетарный прокси-сервер для Microsoft Windows, предназначенный для организации доступа к ресурсам интернет из локальной сети через модемное или сетевое соединение. Осуществляет кэширование посещаемых в online веб-страниц на диске с возможностью просмотра посещённых страниц в режиме offline.

## Особенности
- Полное сохранение структуры сайта на диске в виде «имя сайта/путь/имя файла», что позволяет легко управлять кэшем, например находить нужные файлы. Так же это упрощает перенос выбранных файлов с кэша одного компьютера, на другой, а также их синхронизацию.
- Возможность кэширования без ограничения времени жизни страниц, игнорирование запрета сохранения страниц. Это помимо экономии трафика позволяет просматривать в офлайн страницы, недоступные при обычном автономном режиме работы.
- Возможность обновления «по повторному запросу».
- Настраиваемая система запрета скачивания содержимого с определённых адресов, что позволяет запретить назойливую рекламу и сайты сомнительного содержания.
- Программа позволяет регулировать полосу пропускания для отдельных пользователей, не позволяя им захватывать всю пропускную способность соединения.
- Встроенный посекундный учёт времени использования соединения и побайтный учёт трафика, позволяют более рационально планировать использование дорогостоящих соединений.
- Реализована поддержка протокола SOCKS5, в объёме достаточном для работы таких программ, как ICQ, MSN Messenger, различные менеджеры закачек и т. п.
- Доступ к отдельным ресурсам в Интернете можно осуществлять напрямую из локальной сети через «port mapping».
- В состав программы входят простые HTTP, FTP, POP3, SMTP сервера.[2]
- В состав программы входит встроенный планировщик, который позволяет вовремя установить/разорвать соединение, доставить почту, удалить лишние файлы.[3]
- Возможна работа программы, как службы в Windows 2000 и Windows XP.
- Встроенная поисковая система на основе службы индексации, которая позволяет быстро найти документ с нужным содержимым в сложной структуре кэша.
- В автономном режиме работы можно «заказывать» отсутствующие страницы, которые будут скачаны и сохранены при появлении соединения.
- Для ускорения доступа к часто используемым сайтам производится кэширование их IP–адресов (DNS).
- В состав программы входит встроенная программа дозвона, достаточно функциональная для большинства пользователей.